# アノニマス (集団)
アノニマス（英: Anonymous）は、2006年頃に英語圏の匿名掲示板「4chan」で結成された、インターネット上のハクティビスト（ハクティビズムと呼ばれるハッカー思想の実践者）が緩やかにつながった国際的な連携組織である。
ハクティビストとは、ハッカーと活動家（アクティビスト）を掛け合わせた造語。また「anonymous」という単語は「匿名」「名無し」「作者不明」を意味する形容詞であるが、この用途では「匿名の集団」という意味の不可算名詞として扱われる。
このグループは「情報の自由など、共通の理念に賛同する人々による社会運動（ムーヴメント）であり、それらの人々による緩やかな集まり（コミュニティ）であり、活動に参加する人々そのもの」「命令というよりもアイデアに基づいて運用されている、非常に緩やかで分散化された、指揮系統をもったインターネット上の集まり」「自在に形を変えるサブカルチャー」「烏合の衆」と評されている。
これまでアノニマスはP2P規制、各国政府によるウィキリークスやアラブ騒乱に対する抑圧など、彼らが自由に対する脅威であるとみなしたものに対する大規模な攻撃を突発的に行ってきた。特にアノニマスを有名にしたのは、2008年におけるサイエントロジー公式ウェブサイトへのDDoS攻撃と、2022年のロシアへの宣戦布告である。2012年には、米『タイム』紙の「世界で最も影響力のある100人」の1人に選ばれた。
アノニマスは「We are Anonymous. We are Legion. We do not forgive. We do not forget. Expect us.（我々はアノニマス。我々はレギオン。許さない。忘れない。待っていろ） 」を標語として掲げている。トレードマークは17世紀に国家転覆を企てたガイ・フォークスの、デスマスクを模した仮面。

## 概要

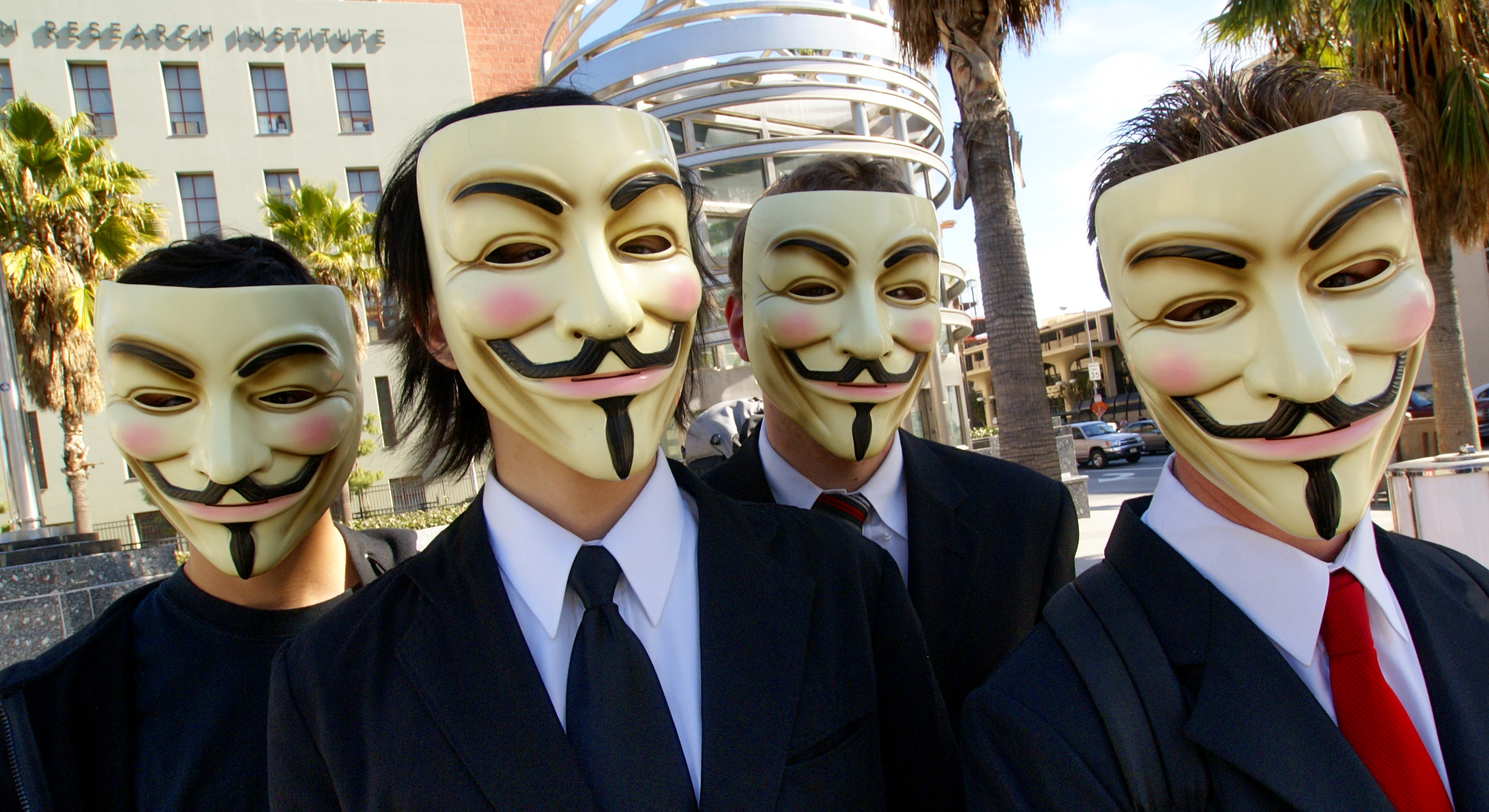
2008年2月、ロサンゼルスにて。アノニマスとして公の場に現れた人々。コミックおよび映画Vフォー・ヴェンデッタで有名になったガイ・フォークスの仮面を被っている。

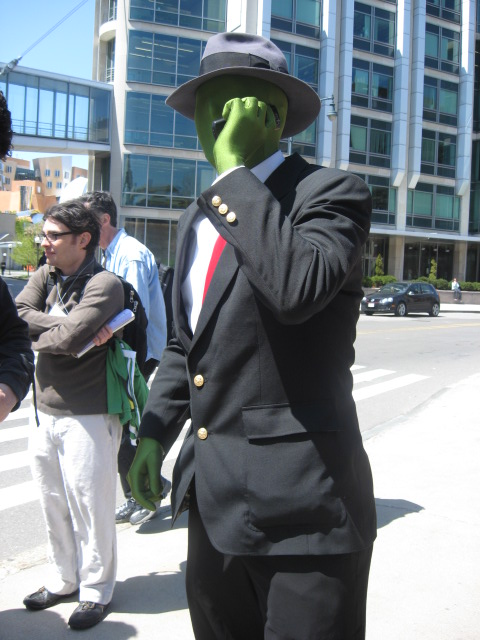
スレンダーマンの格好をしているアノニマス。2008年4月26日の「ROFLCon」にて。

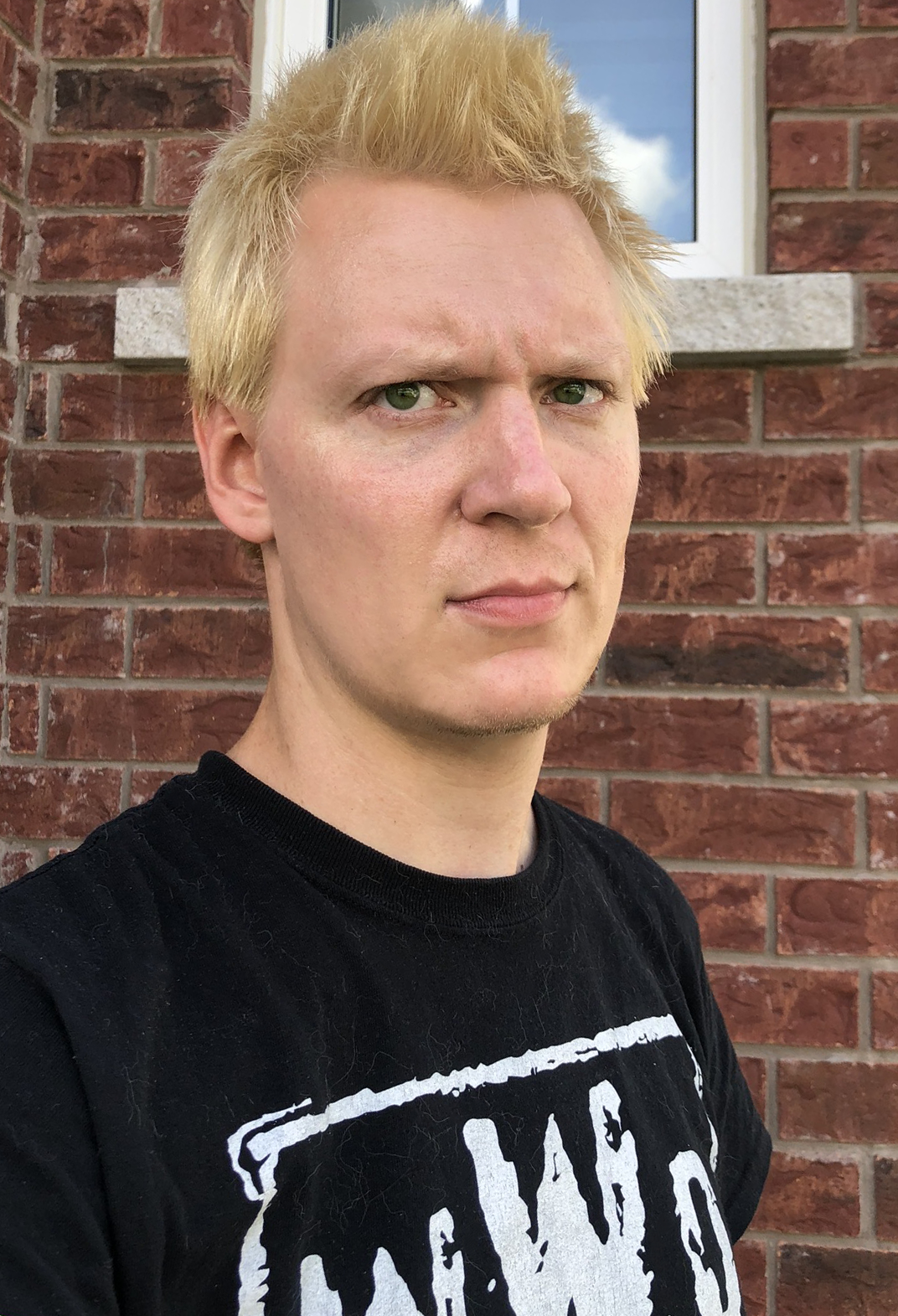
420chan創設者でアノニマス共同創設者のオーブリー・コトル

「4chan」では投稿時に名前を入力しないと「名無しさん」を意味する「Anonymous」という名前が表示される。これがアノニマスの起源とされ、その他いくつかの掲示板やYouTubeの利用者からも発生したとされている。その後、アノニマスは4chanから派生した420chanに移行し、420chan管理人のオーブリー・コトルが事実上のリーダーとなる。また関連ウィキサイトや、Encyclopædia Dramatica、7chanからの移民で構成された711chan、その他の多数の匿名掲示板やインターネットフォーラムが、アノニマスに関係しているとされている。
活動拠点は4chanのみならず、さまざまなプラットフォームに広がった為、全体の総数は測定不能だが、IRC接続者が常時数百人程度はおり、これらのことから彼らがコアメンバーとみなされる事もある。アノニマスに人数を質問すると、「9000人以上（It's  Over 9000!)」と答えるジョークも存在するが、これはパロディとされている。実際の総数は数千人規模とも言われ、さまざまな地域や文化圏の人々が含まれていることが推測される。インターネットイニシアティブ社は「相互に異なる意見を内包しており自然発生的に小さな無数のグループが存在している」と推測している。
アノニマスの典型的な活動サイクルは次のとおり。
- 世界の片隅で発生した不正、または自由や権利を侵害する行為について、誰かがTwitterでつぶやく。
- これに目をつけた匿名ユーザー（アノニマス）が4chanなどにリンクを貼りつけて運動を煽る。
- さらに、これに目をつけた集団「アノニマス」が深層Web上のIRCで活動を開始する。
- TwitterやYouTubeなどに公開されたアノニマスの声明文を、全世界のマスメディアがこぞって紹介する。
- 世界中のハクティビストが「アノニマス」の名の下に「オペレーション」（作戦）を開始する。

また誰もがアノニマスを自称することが可能であり、自称に過ぎないハッカー・クラッカーも相当数いることから、正確な定義が困難な集団である。実際、アノニマス全体で本物のハッカー・クラッカーが占める割合は5分の1ほどで、残りは広報、カメラマン、エディター、グラフィックデザイナー、声明文を書くライターたちである。つまり、アノニマスは主に抗議行動で、DDoS攻撃・クラッキングを用いてハクティビズムに基づく政治を行う集団、またはそうした一連の社会運動を指すインターネット・ミームともいえる。『ワシントン・ポスト』は「インターネットの歴史の中で最も説得力のある集団行動を4ちゃんねらーは実行した」と肯定的に評価している。

## 起源

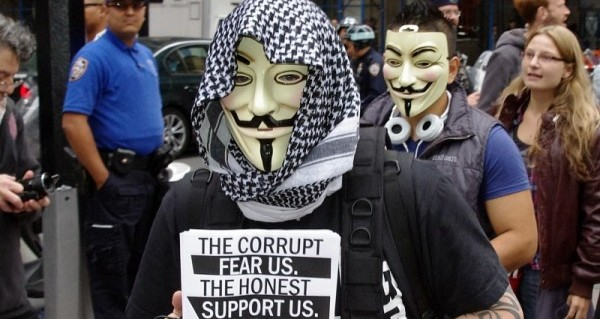
アノニマスのメンバー

アノニマス (英: anonymous) とは「匿名の」という意味をもつ形容詞である。語源はギリシャ語の語「ἀνώνυμος（アノーニモス）」である。この語は「-がない」を意味する「ἀν-」と「名前」を意味する「ώνυμα」から成り立っている。
これはインターネット掲示板においてコメントや画像を投稿する際、名前を伏せる目的（＝匿名）で使用されてきた。この共有人格的な意味での使われ方のアノニマスは匿名画像掲示板の4chanが発祥である。4chanでは、名を名乗らずコンテンツを投稿する人に対して anonymous というタグが2ちゃんねるの名無しさんと同様につけられる。しかし、掲示板において anonymous という言葉は、次第に本物の人間を表すようになっていった。4chanが流行するに従って「アノニマス＝名もなき個人の集団」という考え方は一種のインターネット・ミームとして定着していった。つまり、アノニマスとは広く名付けられていない集団を示している。その定義では、簡単に一括りにできないということが強調され、その量の大きさを示す警句で示される。

## 歴史
アノニマスの歴史は、匿名掲示板（CHANカルチャー）における集団行動の歴史でもある。以下でそれを追っていく。詳細は「英語版: Anonymous (group)」も参照。

### 2ちゃんねる（1999）

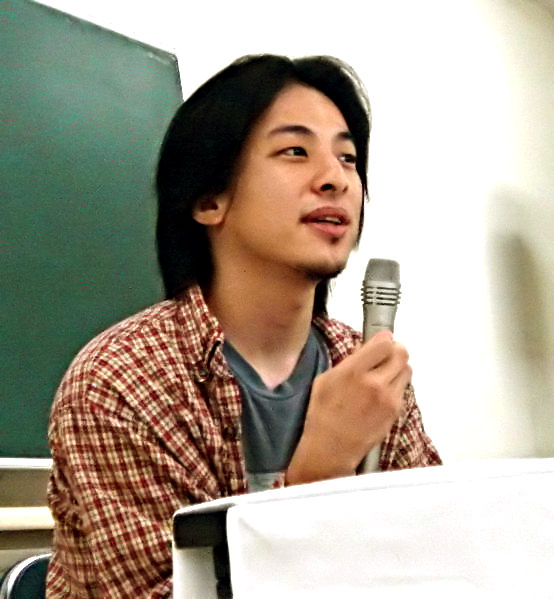
2ちゃんねる開設者で4chan管理人の西村博之は、アノニマスの仮面とよく似ていることで知られている。

すべては1999年に西村博之が開設した日本最大級の匿名掲示板「2ちゃんねる」から始まった。2ちゃんねるでは、特定のスレッドが爆発的に盛り上がると「祭り」と呼ばれる集団行動が起きる。
伝説化した「祭り」としては、もやしを同じ日に全国で買い占める「もやし買い占め事件」、YouTubeのヘイト動画を大量通報する「ネトウヨ春のBAN祭り」、意味不明な人物やキャラをサイト上の投票で1位にする「田代祭」「コイルショック」などが最もよく知られている。中にはテレビ局の偏向報道に対抗し、ゴミ拾い企画の前に2ちゃんねらー総出でゴミを拾ってしまうという「2ch湘南ゴミ拾いオフ」なる大規模オフも存在した（こうした流れは「しない善より、する偽善」という善意のスローガンも生み出した）。
2ちゃんねるのほとんどの利用者は匿名で投稿を行うため、一見すると「名無しさん」という人物が連続して投稿を行っているように見えることがある。こうした集合的アイデンティティとしての「名無しさん」は、そのまま4chanの「アノニマス」に受け継がれていく。

### 4chanの襲撃（2003-2006）
4chanはインターネットにおける人間性の善、悪、醜を遺憾なくわれわれに見せつけてくれた。
ハンドル名、Mootことクリストファー・プールが自宅の寝室で4chanを始めたのはわずか15歳のときだった。その12年後、プールはアクティブ・ユーザー2000万人の一大画像共有ネットワークを築いた。テーマはコスプレやかわいい動物の写真といった無害なものからアニメ・ポルノ、さらには悪名高い無検閲の「/b/」チャンネルまでなんでもありだ。—Josh Constine at TechCrunch
2003年10月、4chanという匿名の画像掲示板が英語圏で開設された。このサイトは、2ちゃんねるから派生した画像掲示板「ふたば☆ちゃんねる」（2chan.net）を模倣した非公式の姉妹掲示板である。4chanのデフォルトネームは、そのまま「アノニマス（匿名）」であり、これは4chanの流行にともない「名前のない個人の集合体」としてインターネット・ミーム化していった。後述の映画『We Are Legion』に出演したProject Chanologyのメンバーも「アノニマスは最初冗談で始まりました。サイト全体をアノニマスという、たった一人の人間が作っているとしたらどうだろう? と誰かが言い出したんです」と証言している。

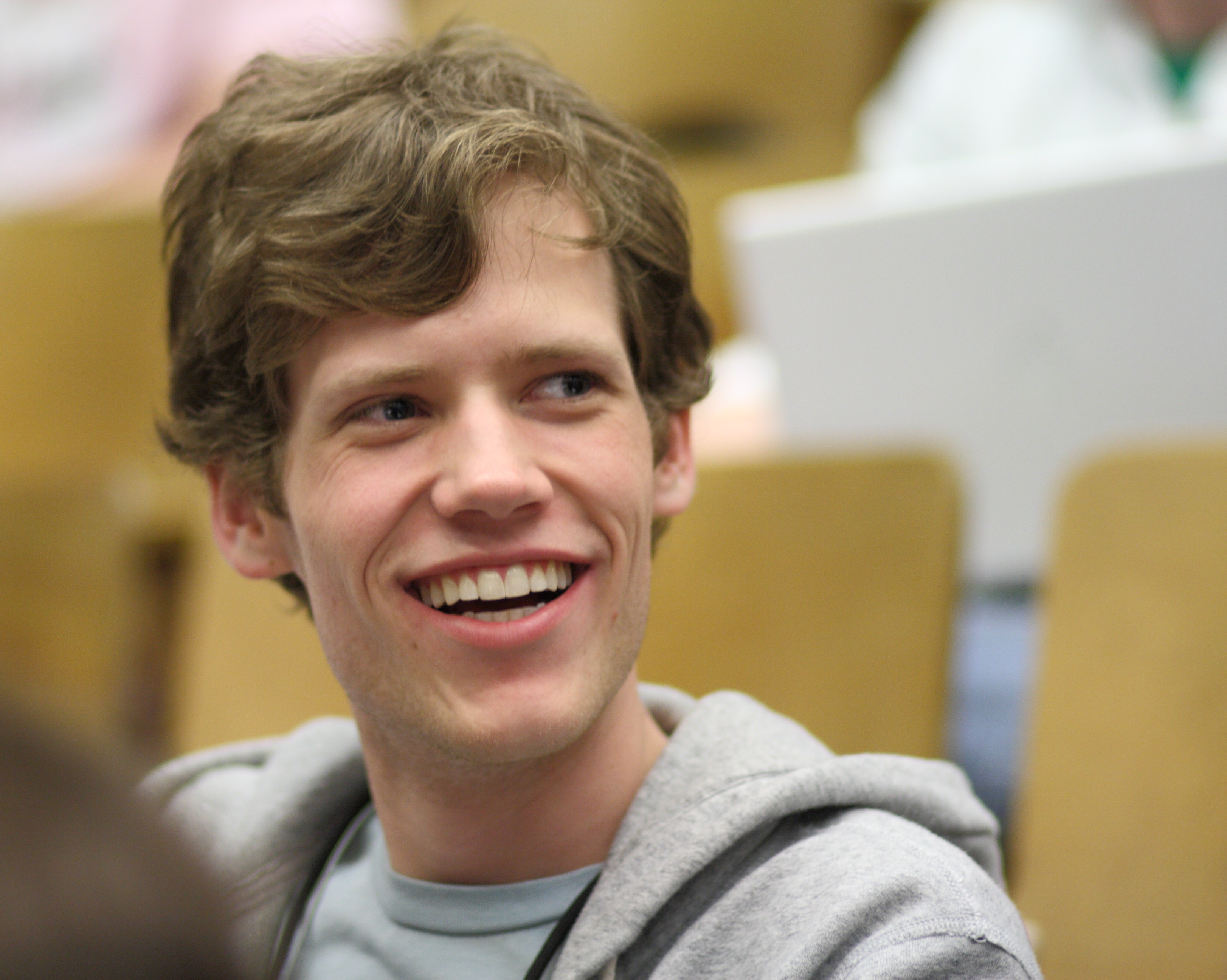
4chanを15歳で創設したMoot。Mootは英語圏のインターネットフォーラム「Something Awful」と日本語圏の画像掲示板「ふたば☆ちゃんねる」のアクティブユーザーであった。Mootの理想は「一切の検閲なしに匿名で書き込める掲示板」であり、この理念は匿名集団「アノニマス」の発展に大きく寄与することになる。

このような集団行動を起こす「アノニマス」が最初に現れたのは、4chanにある「/b/」（ランダム）という雑談系掲示板である。「/b/」は、2ちゃんねるのニュース速報板（VIP）に相当する掲示板で、ちょっと下品だが笑えるような荒らし行為を「/b/」のユーザーは数多く行ってきた。中には「自分たちには頭数があるんだから、烏合の衆とはいえ、何か良いことがしたい」という善良なユーザーもいたが、多くの4ちゃんねらーは「面白ければいい」とばかりに無意味な悪ふざけを繰り返し行った。2006年7月12日にはオンラインゲーム「Habbo hotel」を襲撃し、ゲーム内の施設を封鎖する荒らしを行った（たとえば「プールはAIDSによって閉鎖されました」等のでたらめな看板を立てたりした）。また、この頃から一部のユーザーは4chanだけでなく、インターネットリレーチャット（リアルタイムに行なわれるチャットシステム。以下、IRCと表記）を使用し、オフサイトでもいたずらを計画し始めた。
この牧歌的ないたずら集団が「凄腕ハッカー集団」としてハクティビズムに動き始めたのは全くの偶然であった。すべてを変えたのはニュージャージー州を拠点に活動していたハル・ターナーという、たった1人のラジオ・パーソナリティである。

### ハル・ターナー襲撃（2006）
2006年末、4ちゃんねらーはホロコースト否認や白人至上主義で知られる極右活動家のハル・ターナーがラジオ番組を継続できないように、迷惑電話やDDoS攻撃など組織的な嫌がらせキャンペーンを開始した。これに憤慨したターナーは4chanを訴えると共に、一部のユーザーを特定し、ウェブサイトに晒したが、4ちゃんねらーはターナーを返り討ちにするため、メールをクラッキングして数々の悪事を暴露した。その結果、ターナーは刑務所に送られるハメになる。
この事件はアノニマスが政治的文脈で勝利した、最初の事例となった。また攻撃で用いられた「クラッキング」「ドクシング（晒し）」は、アノニマスの基本手法として現在にまで引き継がれる。これを機にアノニマスは「正体不明のインターネット集団」として巨大な組織に成長していった。

### Project Chanology（2008）

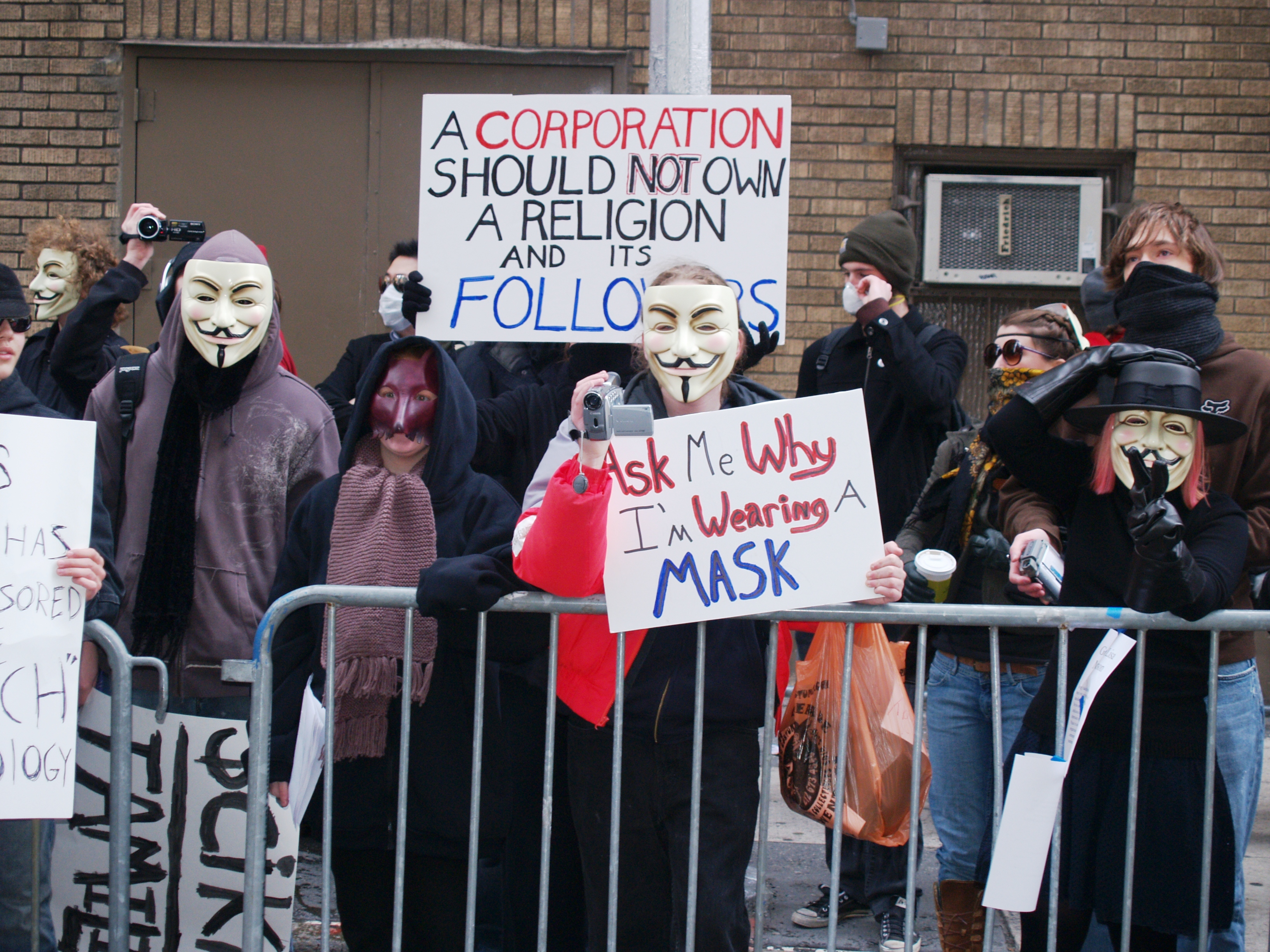
サイエントロジー協会に抗議するアノニマスのメンバーたち（2008年2月10日）

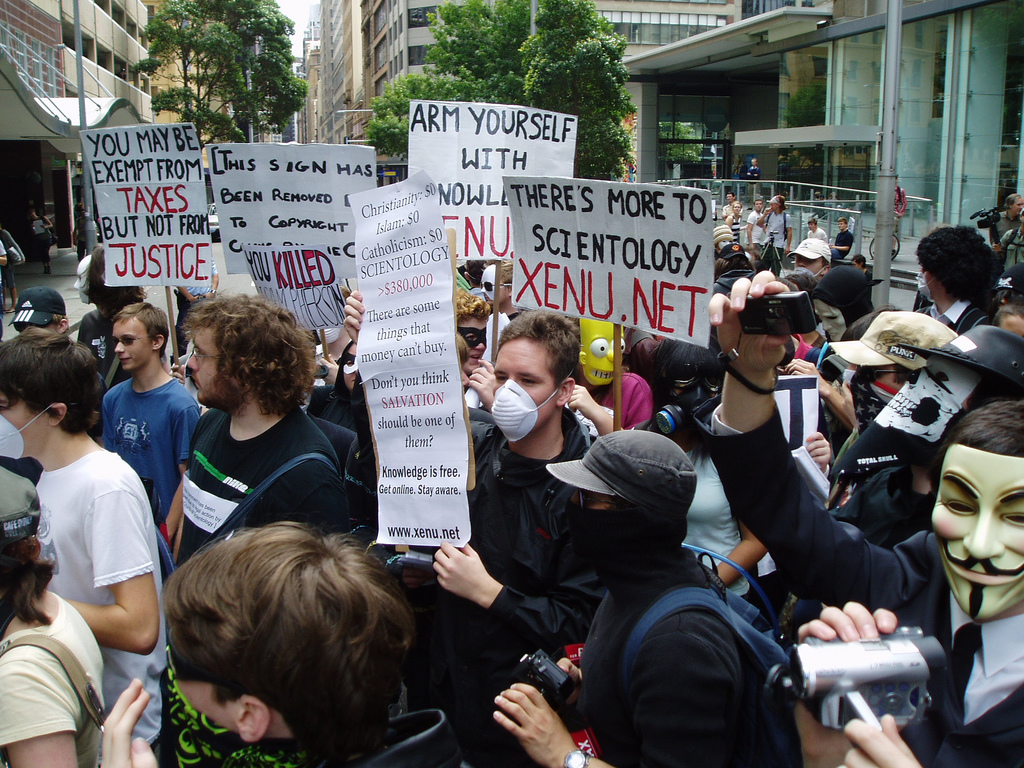
アノニマスから発展したProject Chanologyは世界の少なくとも100の都市で約7000人が同時に抗議を行った。

2008年、新興宗教団体「サイエントロジー」の信者であるトム・クルーズが出演する教団内の宣伝用ビデオがYouTubeに流出した。教会は動画やそれに関するニュース報道を削除するように働きかけたが、この行動に反発した4ちゃんねらーは検閲への反対と表現の自由の擁護を掲げ、匿名集団「アノニマス」として大規模な抗議行動を開始した。教会に対する直接の抗議は年間を通して続き、抗議者の多くはガイ・フォークスのマスクを着用してメディアに登場したことで、アノニマスの存在を世界中に知らしめた。
しかし、サイエントロジー教会へのサイバー攻撃を残念に思う人物も中にはいた。そのうちの1人が、攻撃中止を呼びかけるビデオメッセージを投稿すると、これに感銘を受けた一部のアノニマスが「Project Chanology（プロジェクト・チャンノロジー）」を結成し、世界100の都市で7000人が平和的なデモ活動を教会前で行った。
このように必ずしもアノニマスの参加者がハッカーやクラッカーではなく、中にはクラッキング攻撃に否定的な集団もいる。これに対してオペレーション（Operation）と呼ばれるクラッキング行動が2010年ごろから開始され、彼らは匿名掲示板ではなくIRCなどに活動拠点を徐々に移し、ますます先鋭化していった。

### 「AnonOps」と「AnonNet」
サイエントロジーへの攻撃以降、アノニマスには、クラッキングを肯定する「AnonOps」と、それを否定する「AnonNet」と呼ばれる派閥に分かれていった。いずれも特定のリーダーは存在していないが、その時々のムーブメントの牽引者が自然発生的に存在する（420chan創設者のオーブリー・コトルが代表例）。またアノニマスには「ラルズセック」のような分派が存在し、中にはホワイトハッカーに転身する者もいる。
2013年には全てのインターネットを停止させるオペレーショングローバルブラックアウト（OpGlobal Blackout）が予告されたが、賛同が集まらず自然立ち消えになったこともある。このように、参加・不参加は各人の自由であり、意識として必ずしも全体として統一したものとも限らない。

### Operation Payback（2010）

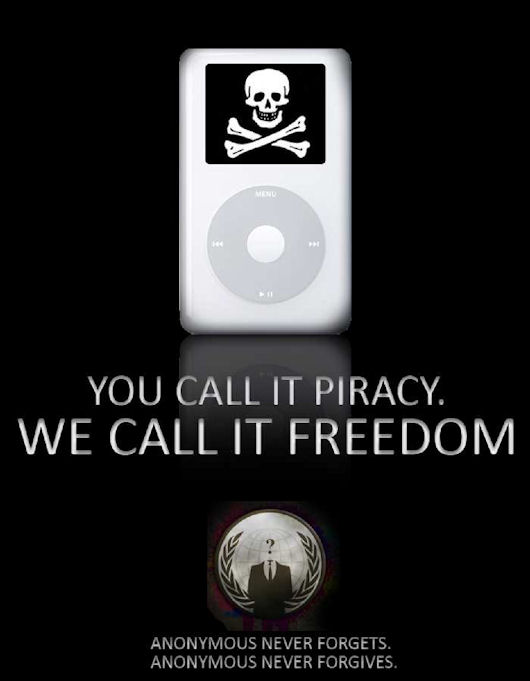
ペイバック作戦のチラシ

2010年9月に実行されたペイバック作戦（英 Operation Payback）は、オンライン上の違法コピーに反対する団体などに対して行われ、作戦メンバーのうち13人が起訴された。この攻撃では、アメリカ映画協会（MPAA）やアメリカレコード協会（RIAA）などのサイトも攻撃され、P2Pファイル共有ソフトのBitTorrentを使用したユーザーを訴える法律事務所（US Copyright Group）もターゲットとなった。

### 2010年代の活動

#### オーストラリア政府への攻撃
インターネット規制に抗議する形で、アノニマスはオーストラリア政府にサイバー攻撃とデモなどの合法的な抗議活動を行っている。アノニマスは、これをチッツトーム作戦と呼んでいる。

#### アラブの春
2010年から2011年にかけて起こっていたアラブ世界での反政府デモや騒乱（アラブの春）に関連して、アノニマスも活動を行っている。まずアノニマスは、2010年12月にアサンジの復讐作戦（英 Operation Avenge Assange）と称して、ウィキリークスへの寄付受付を停止した銀行や、クレジットカード決済会社のWebサイトに対して、きわめて大規模なDDoS攻撃を実行した。
また2010年から2011年にかけてチュニジアで起こった「ジャスミン革命」における情報統制に関連して、8つの政府のウェブサイトがDoS攻撃のターゲットとなった。アノニマスは自らの作戦を「チュニジア作戦」とし、チュニジア政府のサイトを、規制に対する非難声明を記した公開書簡に書き換えた。
2011年1月26日「エジプト作戦」と名付けられたプレスリリースが公開され、エジプト政府は検閲を行い人々の言論や宗教の自由が抑圧されていると非難した。そしてエジプトの人々に対して「発言の自由や情報発信の権利を守るために、現実世界（オフライン）とインターネット（オンライン）の両方の世界において、ともに立ち上がろう」と呼びかけた。同年2月初頭には、反政府活動を行なう人々の支援を受け、エジプト情報省とムバーラク大統領のウェブサイトを攻撃しオフライン化させることに成功した。

#### 麻薬組織への対抗
2011年10月6日、アノニマスのメンバーを名乗る者がメキシコの麻薬組織セタスにさらわれた仲間を助けるため、「セタスに協力している人物の情報を公開する」とYouTube上にアップロードした動画でセタスを脅した。これにより、同年11月4日に仲間は解放されたという。

#### 違法ダウンロードの刑事罰化への対抗
2012年、6月20日に日本で可決された違法ダウンロードの刑事罰化に対する抗議活動を行うことを6月23日に宣言（米東部標準時25日、日本標準時26日午前2時ごろにTwitterでも宣言されたため、一部25日との報道あるが、実際は23日）。26日に財務省、自民党、民主党などの公式ウェブサイトを、翌27日夜には日本音楽著作権協会（JASRAC）公式ウェブサイトをサーバダウンさせている。今後、日本国政府と日本レコード協会に対する攻撃をほのめかしており、日本の警視庁は、不正アクセス禁止法違反の容疑で、本格的な捜査に乗り出すことを発表した。
その一方、「国土交通省霞ヶ浦河川事務所」を攻撃（「大飯原発再稼働反対」を訴える画像などを掲載）したものの、日本のネットユーザーから「『霞ヶ関（かすみがせき）』を『霞ヶ浦（かすみがうら）』と間違えているのでは？」と指摘され、アノニマス側は「やっぱり日本語は難しい」とTwitterで述べている。この攻撃に関してIRC内では「Idk what site it was, So I defaced.」（どこのサイトか分からないので、改ざんしました）と答えており、財務省国有財産情報公開システムも同様の攻撃をされていることから、実際は単にgo.jpを対象とした攻撃の一部とみられている。

#### 北朝鮮への対抗
2013年、朝鮮民主主義人民共和国当局に対し人工衛星「光明星3号2号機」打ち上げを「弾道ミサイル発射実験」であるとして、また2012年の米国の核実験や米韓合同軍事演習「キー・リゾルブ」「フォールイーグル」に対抗する一連の措置を採ったことについて「核実験を行った」として一方的な抗議活動を行い、関係の複数サイトを攻撃。サイト「わが民族同士」をハッキングした問題で、サイトに関する情報などを公開した。

#### 過激派組織ISILへ宣戦布告
2015年2月8日、中国メディア・澎湃新聞網は、アノニマスが過激派組織ISILへ宣戦布告したと伝えた。ISILはあらゆるSNSやインターネットを巧妙に利用し、世界中から参加者や賛同者を募っており、プロパガンダの重要なツールとしている。アノニマスはこうしたISILの態度に対し、「我々はお前たちを追いかけ、アカウント、電子メール、個人情報のすべてを暴く。お前らはウイルスで、我々は治療者だ」と宣言し、数日間でISILに関するフェイスブックやツイッターのアカウント数100件を削除したとした上で、世界中のハッカーに対し、ネット上のISILのプロパガンダに対抗するよう呼びかけた。一方でISILのアカウントを削除することで彼らの動きがつかみにくくなるマイナス面を指摘する声もある。
2015年11月17日、「ISフランス州」名義でパリ同時多発テロ事件の犯行声明を出したことを受けて、大規模なサイバー攻撃を仕掛けると予告する動画をYouTubeにて公開した。

#### ネットいじめの犯人探し
カナダの15歳の少女がネットいじめによって自殺したことを受け、アノニマスはいじめの主犯格とされる男の名前と住所をネット上に公開した。

#### KKK名簿の公表
2015年11月5日、クー・クラックス・クランの支持者とする約1000人の名前を公表した。ハッキングではなく、専門家への取材とデジタル諜報やソーシャル・エンジニアリングを使ったとしている。

#### Qアノンへ宣戦布告
Qアノンとは、FBIが「民主主義の脅威」と名指しした、アメリカ合衆国を拠点とする右派陰謀論集団（あるいは自国産テロリスト）である。アノニマスとQアノンは「4chan発祥のグループ」という点で共通しているが、思想性は全く異なる。アノニマスは検閲や規制に反対するハッカーたちの緩やかな集まりであるのに対し、後者は排外主義的な性質を持ったオルタナ右翼の集まりである。
2018年8月5日、アノニマスは「断固として許すわけにはいかない。お前たちと一戦交えるつもりだ、覚悟しろ。証拠も何もなくても信じてついてくる愚か者だけが、お前たちの仲間だ」としてQアノンのフォロワーの個人情報を晒した。またアノニマス創設者のオーブリー・コトルは、Qアノンのスポンサーであるジム・ワトキンス（2ちゃんねると8chanの運営者。Qアノン主宰者であるロンの父親）にも攻撃を行っている。

### 2020年代の活動

#### 国際連合のサイトに台湾のページを作成
2020年2月、アノニマスは国際連合のウェブサイトをハッキングし、1971年以来、国連に加盟していない台湾（中華民国）のページを作成した。ハッキングされたページには、台湾の旗、中国国民党のエンブレム、台湾独立の旗、そしてアノニマスのロゴとキャプションが掲載された。

#### OpRussia（ロシアへ宣戦布告）
2022年2月25日、アノニマスのTwitterアカウントは、ロシアのプーチン大統領が命じたウクライナ侵攻への報復として、ロシア連邦に対してサイバー作戦「OpRussia」を開始したと宣言した。この作戦は名実ともにアノニマス史上最大のオペレーションとなっている。以下、時系列順に経過を示す。
OpRussiaの経過
- 2月25日 - ロシア国防省のホームページがサーバーダウン[54]していることが確認された。アノニマスの標的となったウェブサイトには、国営メディアのRT.comなども含まれる[53][55][56][57][58]。RTの広報担当は「アノニマスの宣言後、RT.comは1億個の機器を通した大規模なDDoS攻撃の標的になっている」と伝えた。
- 2月26日 - アノニマスのTwitterアカウントは、世界中のハッカーと連携を強めるために、次のように宣言した。世界中のハッカーたちよ、#Anonymousの名の下にロシアを標的にせよ。我々はロシアを許さない、忘れないということを彼らに知らしめるのだ。アノニマスはファシストたちを手中に収めている。いついかなる時も、だ。
愚か者が他の愚か者を暴力に導き、世界がカオスになったとき、私たちは無力だと感じるかもしれない。しかし、私たちは決して無力ではない。暗闇の中のたった1つの理性の声でさえ、多くの人にとっての光の道しるべとなり得るのだ。声を上げろ。耳を傾けろ。きみのすることすべてにおいて、正しくありなさい。 — Anonymous（@YourAnonTV）Twitter, February 26, 2022.[59][60]
- 2月27日 - 報道管制が敷かれたロシアの国営テレビを電波ジャックし、ロシア国民にウクライナ情勢を伝える映像を流したと伝えた[61]。
- 3月7日 - 複数の放送局やストリーミングサービスをハッキングし、ウクライナの戦争映像を流したという声明を出した[62]。標的となったのは国営テレビの「Russia24」「Moscow 24」などである。また、アノニマスは電波ジャックした瞬間の様子もTwitterで公開し、その映像には「ロシア人よ、ウクライナでの大量虐殺に声をあげよう」という反戦メッセージがロシア語で記載されているのが確認できる[63]。このほかにも機密情報を盗み取ったという主張もあるが、真偽のほどは定かではない[2]。
- 3月17日 - ロシアのデジタル省は「政府のウェブサイトが前例のないサイバー攻撃を受けており、海外からのアクセスをフィルタリングするなどの技術的対応を取っている」と表明した[64]。
- 3月21日 - アノニマスはロシアに残るグローバル企業に対して、48時間以内にロシアから撤退しなければ攻撃すると警告した[65][66]。
- 3月22日 - ロシアでの事業を継続している食品飲料大手のネスレにサイバー攻撃を仕掛け、10GBの機密データを窃取したと伝えた[67]。
- 3月24日 - ロシア連邦中央銀行にハッキングし、入手した3万5000以上の内部文書を48時間以内に暴露すると宣言した[68][69]。
- 3月26日 - アノニマスは予告どおり、ロシア中央銀行のデータを暴露した[70]。この中にはロシアの経済に関する機密事項が含まれているという。Security Affairsは「流出データが本物であった場合、今回のデータ流出はロシア政府に対してアノニマスが仕掛けた攻撃において、最大の攻撃になる可能性がある」と指摘している[71]。

#### ホームレスのシェルター閉鎖に対する渋谷区への対抗
2023年1月、渋谷区（東京都）は区の公式ウェブサイトが閲覧しづらい状態になっていると同月3日に発表した。アノニマスのTwitterアカウントは同日に「渋谷区がホームレスのシェルターを閉鎖するので、われわれは渋谷区のウェブサイトを閉鎖する」との声明を発表しており、同区美竹公園の再開発に伴い、路上生活者（ホームレス）のシェルターを閉鎖し、テントや荷物を撤去したことに対する抗議と見られている。

## 映画

### アノニマス〜“ハッカー”たちの生態〜
アノニマスを映画化したものに『We Are Legion: The Story of the Hacktivists』が存在する。米ルミナント・メデァ社制作。2012年公開。93分続くドキュメンタリー映画で、ニュース番組や元アノニマス（逮捕者およびその家族含む）、現アノニマス、アノニマスを研究している大学教授、関係が深いマスコミ記者など専門家や、アノニマスに攻撃されたセキュリティ会社元社長へのインタビュー取材などを集積した作品。日本ではアノニマスの真相に迫る作品として2013年3月5日に『アノニマス〜“ハッカー”たちの生態〜』としてNHKが放送した。現在、日本語字幕を付け短く編集された編集版がYouTubeにアップロードされ公開されている（現在は非公開）。LAダウンタウン映画祭の最優秀ドキュメンタリー賞ほか、複数の受賞が公式ウェブサイト上にて確認できる。公式サイトには「私たちは多数あるハクティビストの物語」つまり続編の制作を発表している。

### プランBエンターテインメントによる映画化
2014年4月ブラッド・ピットが所有する映画制作会社プランBエンターテインメントはアノニマスの逮捕者 Deric Lostutter（デリク・ロスタッター）および彼が暴いた事件の映画化権利を獲得した、とハリウッド系メディアとイタリアメディアは報じている。実際の制作スケジュールやキャストあるいは題名・公開予定日などは不明。